# Кастејик (Калифорнија)
Кастејик (енгл. Castaic) насељено је место без административног статуса у америчкој савезној држави Калифорнија.

## Демографија
По попису из 2010. године број становника је 19.015.
| Група             | 2000.    | 2010.          |
| Белци             | 0 (0,0%) | 10.864 (57,1%) |
| Афроамериканци    | 0 (0,0%) | 630 (3,3%)     |
| Азијати           | 0 (0,0%) | 2.162 (11,4%)  |
| Хиспаноамериканци | 0 (0,0%) | 4.716 (24,8%)  |
| Укупно            | 0        | 19.015         |